# Middlebridge-Trussardi
Middlebridge-Trussardi est un projet non finalisé d'écurie italienne de Formule 1, élaboré en 1987, pour envisager de disputer la seconde moitié du championnat du monde de Formule 1 1987, mais qui a renoncé à son engagement.

## Historique
En avril 1987, Emanuele Pirro, pilote italien n'ayant pas trouvé de baquet en Formule 1, envisage de monter sa propre écurie. Il est aidé dans sa démarche par le Britannique John McDonald, ex-propriétaire de l'écurie RAM Racing qui a cessé ses activités à la fin de la saison 1986 sans avoir pris le moindre départ, et par le groupe japonais Middlebridge Group Limited. 
L'équipe souhaite utiliser un châssis Benetton B186 utilisé en 1986 par l'écurie britannique Benetton Formula, l'équiper de pneumatiques Goodyear et lui accoupler un moteur turbocompressé Megatron de 4 cylindres en ligne, développant 950 chevaux à 11 800 tours par minute,. 
Le fabricant de jeans italien Trussardi soutient le projet (le châssis est alors rebaptisé Trussardi B186), tout comme l'écurie Benetton qui espère, avec un châssis supplémentaire, marquer davantage de points au championnat du monde des constructeurs,.
L'écurie et Pirro s'engagent pour le Grand Prix d'Italie, onzième manche de la saison, tandis que le Japonais Aguri Suzuki doit disputer les deux derniers Grands Prix. Trussardi publie une photo de sa monoplace (un châssis nu, sans moteur) ornée d'une livrée noire et blanche alors que les autres équipes donnent leur consentement quant à l'engagement d'une troisième Benetton. 
Quelques jours avant le Grand Prix, la Fédération internationale du sport automobile refuse de confirmer l'engagement de Trussardi qui n'a pas respecté la procédure légale : l'engagement d'une troisième monoplace n'a en effet pas été notifiée avec trois mois de préavis. Middlebridge et Trussardi abandonnent leur souhait de courir en Formule 1.